# نيلسون خوليو تابيا
نيلسون خوليو تابيا (بالإسبانية: Nilson Julio Tapia)‏ (5 سبتمبر 1985 في كولومبيا - ) هو ملاكم كولومبي، صنّف ضمن فئة الوزن المتوسط.

## إحصائيات
خاض خلال مسيرته 20 نزالا، فاز في 15 وتعادل في 1 وخسر في 3. فاز بالضربة القاضية في 11 نزالا.

## روابط خارجية
- نيلسون خوليو تابيا على موقع بوكس ريك (الإنجليزية) (registration required)